# Martin Ssempa
Martin Ssempa, född 1968, är en ugandisk pastor och en av Ugandas ledande anti-HBTQ-aktivister.

## Bakgrund och privatliv
Ssempa är född i byn Nalusali, Masaka, år 1968 och gick i skolan där. Han har kandidatexamen i sociologi på Makereres universitet. År 1992 flyttade han till USA där han studerade vid Philadelphia Bibiblical University där han tog magisterexamen och specialiserade sig inom biblisk konsultation..
Han växte upp ett katolskt hem och i sin ungdom jobbade han som DJ. Ssempa var alltid intresserad av andliga saker och hade stor respekt för präster. Ssempa ansökte till katolska seminariet för att bli präst, men kom inte in eftersom hans föräldrar inte var gifta.. 
År 2019 sade Ssempa att hans hobbyer är bl.a. breakdance och tonsättning.
Under sin tid i USA träffade han sin blivande hustru, Tracey. Paret har fem barn. Ssempa är också amerikansk medborgare.

## Karriär och aktivism
Efter sina studier har Ssempa jobbat som sexuell konsult som har talat för abstinens för att tackla landets höga hiv/aids-siffror. Ssempa har beskrivit sig som prästen som pratar mest om sex med unga. Enligt honom måste sex vara mellan en man och en kvinna för att vara acceptabelt.
Ssempa har kämpat för att utrota homosexualitet från Uganda. Han kampanjer genom att visa pornografi, som avbildar bl.a. koprofili och anilingus under sina predikningar i barns närvaro. En sådan händelse ledde till att Ssempa blev en meme (sk. "Eat Da Poo Poo") år 2010. År 2012 trängde han in i en TV-studio där en HBTQ-aktivist, Pepe Julian Onziema, intervjuades om HBTQ-rättigheter i landet. Ssempa försökte diskreditera Onziema med hjälp av grönsaker som han sade var sexleksaker inom homosexuella kretsar.
Trots att Ssempa är av åsikten att homosexualitet "dödar samhället", har han sagt att han är emot dödsstraff för homosexualitet.